# Lake Bronson State Park WPA/Rustic Style Historic Resources
 (septembre 2020).
Pour les articles homonymes, voir Bronson.
Les Lake Bronson State Park WPA/Rustic Style Historic Resources sont des structures formant un district historique dans le comté de Kittson, dans le Minnesota, aux États-Unis. Situé au sein du Lake Bronson State Park, ce district emploie le style rustique du National Park Service. Il est inscrit au Registre national des lieux historiques depuis le 25 octobre 1989.